# 38 هـ
38 هـ هي سنة في التقويم الهجري امتدت مقابلةً في التقويم الميلادي بين سنتي 658 و659.

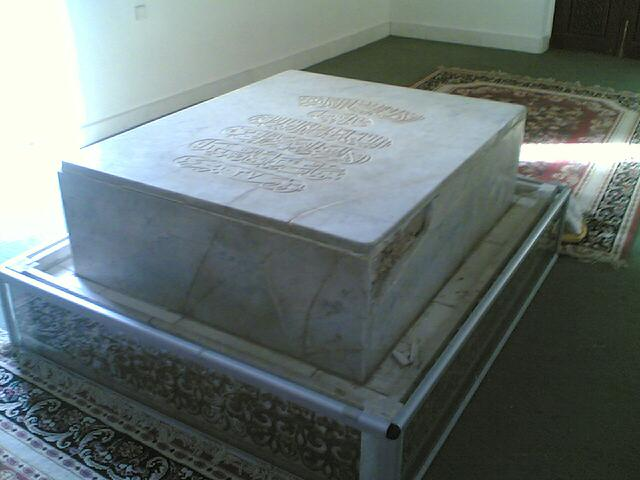
قبر مالك بن الحارث الأشتر

## أحداث
- موقعة النهروان ضد الخوارج

## مواليد
- الفرزدق
- علي بن الحسين السجاد
- أمامة بنت علي بن أبي طالب.

## وفيات
- مالك بن الحارث الأشتر
- محمد بن أبي بكر
- صهيب الرومي
- أعين بن ضبيعة بن ناجية
- عبد الله بن وهب الراسبي
- أعين بن ضبيعة بن ناجية
- شهربانو